# Actors virtuals
Actors virtuals són humàns virtuals o clons digitals, que recreen un ésser humà amb imatges i so generat per ordinador, que sovint és indistingible de la de l'actor real. La idea d'un actor virtual es va representar per primera vegada al film Looker de 1981, on els models tenien els seus cossos escanejats digitalment per crear per ordinador imatges 3D i després animaven aquestes imatges per fer anuncis de televisió. Dos llibres de 1992 fan servir aquest concepte: Fools de Pat Cadigan i Et Tu, Babe de Mark Leyner.
En general, els éssers humans virtuals emprats en les pel·lícules són coneguts com a synthespians, actors virtuals, vactors o cyberstars. Hi ha diverses ramificacions legals per a la clonació digital dels actors humans, relatius als drets d'autor i drets d'imatge. Les persones que ja han estat clonats digitalment com simulacions inclouen Bill Clinton, Marilyn Monroe, Fred Astaire, Ed Sullivan, Elvis Presley, Bruce Lee, Audrey Hepburn, Anna Marie Goddard i George Burns. Irònicament ja s'han fet els conjunts de dades d'Arnold Schwarzenegger, ara per ara el cap, per a la creació d'un Arnold virtual.
El nom "Schwarzeneggerization" ve del llibre de 1992 "Et Tu, Babe" per Mark Leyner. En una escena, a les pàgines 50-51, un personatge li pregunta al dependent en una botiga de vídeo per tenir Arnold Schwarzenegger substituït per altres actors reals, incloent Rain Man (per reemplaçar tant Tom Cruise i Dustin Hoffman), My Fair Lady (per substituir Rex Harrison), Amadeus (en substitució de F. Murray Abraham), El diari d'Anne Frank (com Anna Frank), Gandhi (en substitució de Ben Kingsley)i Que bonic que és viure (en substitució de James Stewart). "Schwarzeneggerization" és el nom que es dona a Leyner aquest procés. Només 10 anys més tard, "Schwarzeneggerization" estava a prop de ser realitat.
A l'any 2002, Schwarzenegger, Jim Carrey, Kate Mulgrew, Michelle Pfeiffer, Denzel Washington, Gillian Anderson i David Duchovny tenien tots els seus caps escanejats amb làser per crear models informàtics digitals.

## Història
Els rostres animats primerencs generats per ordinador inclouen la pel·lícula de 1985 Tony de Peltrie i el vídeo musical per a la cançó de Mick Jagger, Hard Woman. Els primers éssers humans reals que van ser duplicats digitalment eren Marilyn Monroe i Humphrey Bogart a la pel·lícula "Rendez-vous in Mont-real", el Març del 1987 creat per Nadia Thalmann Magnenat i Daniel Thalmann pel 100 aniversari de l'Institut d'Enginyeria del Canadà. La pel·lícula va ser creada per sis persones durant un any, i tenia lloc a una cafetería a Mont-real on es reunien Monroe i Bogart. Els personatges es presenten en tres dimensions, i eren capaços de parlar, mostrar emocions i estrènyer la mà.
El 1987, el Kleiser-Walczak Construction Company (ara Synthespian Studios), fundada per Jeff Kleiser i Diana Walczak va encunyar el terme Synthespian i va començar el seu projecte Synthespian, amb l'objectiu de crear figures similars a la vida basat en l'animació digital de “models d'argila". El 1988, Tin Toy va ser la primera pel·lícula totalment generada per ordinador a guanyar un premi de l'Acadèmia (Millor curtmetratge d'animació). En el mateix any, Mike el cap parlant, on un cap animat, amb expressió facial i la postura del cap van ser controlats en temps real per un titellaire utilitzant un controlador, va ser desenvolupat per Silicon Graphics, i es va presentar en viu en SIGGRAPH. El 1989, The Abyss, dirigida per James Cameron inclou una figura aquosa generada per ordinador.
El 1991, Terminator 2: el judici final, també dirigida per Cameron, confia en la capacitat dels efectes generats per ordinador, a partir de la seva experiència amb The Abbys, inclou una barreja d'actors sintètics amb animació en viu, inclòs els models d'ordinador de la cara de Robert Patrick. The Abbys contenia només una escena amb gràfics per ordinador, Terminator 2: el judici final contenia més de quaranta trets en tota la pel·lícula.
El 1997, Industrial Light and Magic (ILM) va treballar en la creació d'un agent virtual que va ser una combinació de les parts corporals de diversos actors reals.
Al segle xxi, els actors virtuals s'havien convertit en una realitat. La cara de Brandon Lee, que havia mort, va ser reconstruïda a la filmació de The Crow l'any 1994. Aquesta va ser superposada digitalment sobre la part superior d'un cos d'un segon home que doblava els moviments, per tal de completar les parts de la pel·lícula que encara no havien estat grabades. A l'any 2001, els humans tridimensionals realistes generats per ordinador s'havien utilitzat en Final Fantasy: La força interior, i el 2004, un material sintètic Laurence Olivier va coprotagonitzar Sky Captain i el dia de demà.
L'any 2015 l'actor de Fast and Furious, Paul Walker, que havia mort en un accident va ser recreat digitalment en algunes escenes. Un altre cas és el de la pel·lícula Roge One (2016) de Star Wars en la qual es va recrear la jove princesa Leia (Carrie Fisher) i el general Tarkin (Peter Cushing).

## Ètica
Crítics com Stuart Klawans al New York Times van expressar preocupació per la pèrdua de "la cosa per la qual l'art va ser preservat: el nostre punt de contacte amb la persona insubstituïble, finita". I encara més problemàtics són els temes dels drets de imatge. Els actors tenen poc control legal sobre un clon digital d'ells. Als Estats Units, per exemple, han de recórrer a les lleis de protecció de dades per tal d'exercir el control sobre la seva imatge. Un actor no és propietàri dels drets d'autor dels seus clons digitals, tret quan són creades per ell. Robert Patrick, per exemple, no té cap control legal sobre el clon digital de metall líquid de si mateix que es va crear per Terminator 2 :El dia del judici.
L'ús de clons digitals a la indústria del cinema, per substituir les actuacions d'una persona, és un dels aspectes més polèmics que té l'implamentació de clons. Això, pot fer que actors reals interpretin un menor nombre de papers. A més, els pot posar en desavantatge en les negociacions del contracte, ja que una clon sempre podria ser utilitzat pels productors a reduir potencialment els costos. És també una dificultat per a la carrera, ja que un clon pot ser utilitzat en papers que un actor de veritat mai acceptaria. La mala imatge d'un actor interpretant una tipologia de papers podrien perjudicar la seva carrera. Un clon digital podria ser utilitzat per a reproduir les parts, per exemple, on actués com un assassí o com una prostituta. Aquest fet, pot afectar la imatge pública de l'actor, i al seu torn afectarà al futur d'aquest. Tant Tom Waits i Bette Midler han guanyat els judicis per danys contra les persones que fan servir la seva imatge en anuncis que s'havien negat a participar.
Altres preocupacions inclouen l'ús pòstum de clons digitals. Els estudis cinematogràfics oposats a la legislació, a partir de 2002 han hagut d'adquirir els drets dels actors. Un exemple es que diverses companyies, incloent virtuals Celebrity Productions, han adquirit els drets per a crear i utilitzar clons digitals de diversos famosos morts, com Marlene Dietrich i Vincent Price.

## Teoria de la Vall inquietant
La vall inquietant —de l'anglès: uncanny valley— és una hipòtesi en el camp de la robòtica i animació per computadora en 3D que afirma que quan les rèpliques antropomòrfiques s'acosten en excés a l'aparença i comportament d'un ésser humà real, causen una resposta de rebuig entre els observadors humans. La vall en qüestió és una inclinació en un gràfic proposat, que mesura la positivitat de la reacció de les persones segons el semblant humà del robot o de l'animació.
Masahiro Mori que havia elaborat la teoria sobre robòtica, deia que els robots quan més característiques humanes adquirien més rebuig hi havia per part de la societat. S'ha pogut veure que també passa en l'animació. Podem veure que quan més característiques humanes s'adquirien en les pel·lícules més rebuig per part de la societat. Un exemple és la pel·lícula Polar express, protagonitzada per la figura virtual de Tom Hanks. Malgrat això, sabem que en la incorporació de pel·lícules en què hi apareixen actors, s'hi combina actors virtuals sense avisar a l'espectador, la pel·lícula no obté el rebuig de l'espectador i l'actor creat de forma virtual s'accepta de la mateixa forma que l'actor real. Això ha sigut un pas més per superar la vall de la teoria i arribar a l'acceptació de les figures virtuals amb característiques humanes i amb una psicologia igual.